# Alalay (gemeente)
Alalay is een gemeente (municipio) in de Boliviaanse provincie Mizque in het departement Cochabamba. De gemeente telt naar schatting 3.466 inwoners (2018). De hoofdplaats is Alalay.